# غوستافو ليلو
غوستافو ليلو (بالإسبانية: Gustavo Lillo)‏ هو لاعب كرة قدم أرجنتيني في مركز الدفاع، ولد في 8 أغسطس 1973 في مندوزا في الأرجنتين. لعب مع تاليريس كوردوبا وغودوي كروز وكريليا سوفيتوف سامارا ولوس أنديس.

## وصلات خارجية
- غوستافو ليلو على موقع قاعدة بيانات كرة القدم.إي يو (الإنجليزية)